# Dioxigenil

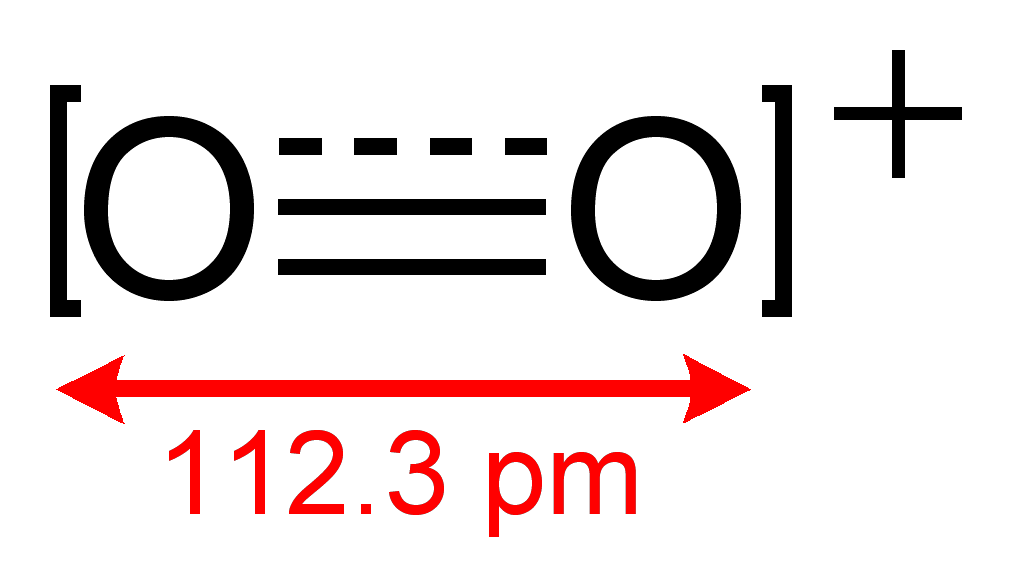

A dioxigenilion egy ritkán előforduló oxokation, melyben a két oxigénatom oxidációs száma +1/2. A pozitív töltés egyenletesen oszlik meg a két oxigénatom között. Képlete O+2. Oxigénmolekulából keletkezik egy elektron elszakadásával:
O2 →O+2 + e−
Ennek a folyamatnak az energiaigénye – az oxigénmolekula első ionizációs energiája – nagyon magas: 1175 kJ/mol. Emiatt a keletkező O+2 nagyon reaktív részecske, erős oxidálószer.

## Szerkezete
Az O+2-ben a kötésrend 2,5, a kötés hossza 112,3 pm. Vegyértékelektronjainak száma megegyezik a nitrogén-monoxidéval. Kötési energiája 625,1 kJ·mol−1, nyújtórezgése 1858 cm−1-es hullámszámnál jelentkezik, a molekulák többségéhez képest ezek magas értékek.

## Előállítása
Oxigén és platina-hexafluorid egyesülésével dioxigenil-hexafluoroplatinát keletkezik:
O2 + PtF6 → O+2[PtF6]−
A platina-hexafluorid egyike azon ritka oxidálószereknek, amelyek oxidálják az oxigént.
A dioxigenil-hexafluoroplatinát kulcsszerepet játszott a nemesgázvegyületek felfedezésében. Miután Neil Bartlett rájött, hogy a platina-hexafluorid oxidálja az oxigéngázt, elkezdte vizsgálni, hogy a platina-hexafluorid reakcióba lép-e a nemesgázokkal, és ekkor fedezte fel a xenon-hexafluoroplatinátot.
Az O+2 megtalálható más hasonló, O2XF6 általános összegképletű vegyületekben, ahol az X lehet: arzén, arany, nióbium, ruténium, rénium, ródium, vanádium, foszfor. További dioxigenilt tartalmazó vegyületek is ismertek, például a O2GeF5 és (O2)2SnF6.
A tetrafluoroborát és a hexafluorofoszfát sói úgy állíthatók elő, hogy −126 °C-on bór-trifluoridot vagy foszfor-pentafluoridot reagáltatnak dioxigén-difluoriddal:
2 O2F2 + 2 BF3 → 2 O2BF4 + F2
2 O2F2 + 2 PF5 → 2 O2PF6 + F2
Ezek a vegyületek gyorsan elbomlanak szobahőmérsékleten:
2 O2BF4 → 2 O2 + F2 + 2 BF3
2 O2PF6 → 2 O2 + F2 + 2 PF5

## Reakciói
Az O2BF4 és xenon −100 °C-on történő reakciójában fehér szilárd anyag keletkezik, ennek összetételét F−Xe−BF2-nak tartják, melyben igen ritka Xe−B kötés található:
2 O2BF4 + 2 Xe → 2 O2 + F2 + 2 FXeBF2
A O2BF4 és O2AsF6 dioxigenil sók szén-monoxiddal oxalil-fluorid F–(C=O)–(C=O)–F képződése közben reagálnak, a reakció kitermelése magas.

## Fordítás
Ez a szócikk részben vagy egészben  a   Dioxygenyl című angol Wikipédia-szócikk ezen változatának fordításán alapul.  Az eredeti cikk szerkesztőit annak laptörténete sorolja fel. Ez a jelzés csupán a megfogalmazás eredetét és a szerzői jogokat jelzi, nem szolgál a cikkben szereplő információk forrásmegjelöléseként.